# Nicola Giuseppe Dallorso
Nicola Giuseppe Dallorso (Chiavari, 7 maggio 1876 – Genova, 9 settembre 1954) è stato un imprenditore, dirigente sportivo e politico italiano.

## Biografia
Nacque a Chiavari in provincia di Genova da Giovanni Dallorso e Rosa Chiappe. Sposò Eugenia Bernardello ed ebbe quattro figli: Rosita, Marco, Giovanni e Maria.
Ma la sua principale attività fu quella di proprietario e presidente del Banco di Chiavari e della Riviera Ligure, importante istituto di credito genovese nato nel 1870 con il nome di Banco di Sconto del Circondario di Chiavari. In questa attività gli succedette successivamente il figlio Giovanni, fino al 1968 quando la proprietà passò in mano alla Banca Commerciale Italiana.
Fu senatore del regno dal 1939 al 1944 e fece parte della commissione dei lavori pubblici e delle comunicazioni.
Mori il 9 settembre 1954 a Genova.
Per le sue attività nel 1958 gli fu assegnato l'importante riconoscimento "Olivo d'Oro".

### Cariche detenute
Nella sua carriera amministrò moltissime aziende:
- Consigliere del Banco di Roma (30 marzo 1928-26 marzo 1937)
- presidente della Società anonima mobiliare nazionale di Roma
- presidente e amministratore delegato della Società immobiliare "Pittore Piola" di Genova
- presidente della Società anonima Unione italiana tramvai elettrici di Genova
- presidente dell'Unione commerciale ligustica di Genova
- vicepresidente ed amministratore delegato della Società Esercizio Molini
- presidente della Società anonima Acquedotto genovese di Genova
- consigliere della Società italiana per le strade ferrate meridionali di Firenze
- consigliere del Banco italo-egiziano
- consigliere della Società anonima imprese all'estero di Milano
- consigliere della Banca industriale di Bergamo
- consigliere della Società italiana di macinazione di Napoli
- consigliere della Società anonima Silos di Genova e Silos di Livorno
- consigliere della Banca commissaria italiana di Roma
- consigliere della Società Esercizio Armamento
- consigliere della Società anonima padana di macinazione di Ferrara
- consigliere della Società anonima acquedotto De Ferrari
- consigliere della Società immobiliare Duca del Paraxo
- consigliere della Società genovese immobiliare La De Ferrari